# قناتنو (اسماعيلي كرمان)
قناتنو (بالفارسية: قناتنو) هي منطقة سكنية تقع في إيران في منطقة إسماعيلي. يقدر عدد سكانها بـ 289 نسمة .